# Frédérique Jossinet

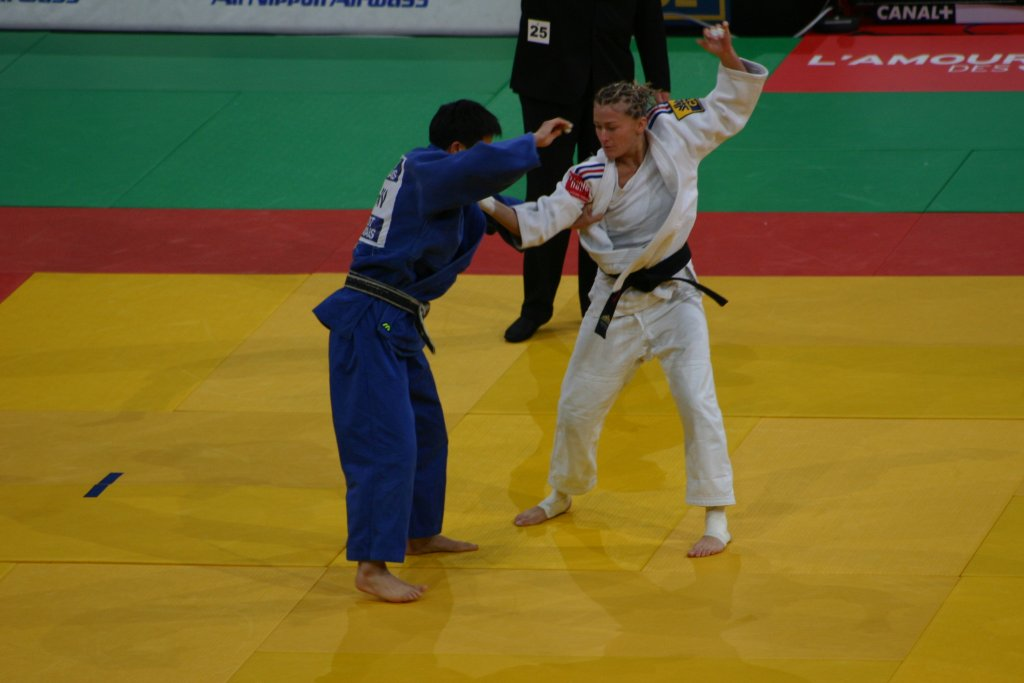
Frédérique Jossinet (im weißen Anzug) 2005

Frédérique Chantal Marthe Jossinet (* 16. Dezember 1975 in Rosny-sous-Bois) ist eine ehemalige französische Judoka. Sie gewann 2004 eine olympische Silbermedaille und war dreimal Europameisterin.

## Sportliche Karriere
Die 1,60 m große Frédérique Jossinet startete meist im Superleichtgewicht, der Gewichtsklasse bis 48 Kilogramm. In dieser Gewichtsklasse war sie 1994, 1997 und 2001 französische Landesmeisterin. 2008 gewann sie im Halbleichtgewicht.
Jossinet war 1992 Dritte und 1993 Zweite der Junioreneuropameisterschaften. 1996 war sie mit der französischen Equipe Mannschaftseuropameisterin, 1997 Dritte der Mannschaftsweltmeisterschaften. Im Sommer 1997 siegte sie bei den Mittelmeerspielen. Ende 1997 gewann sie mit der Equipe wie im Vorjahr bei den Mannschaftseuropameisterschaften. 1998 war sie Zweite bei den Mannschaftsweltmeisterschaften und gewann zum dritten Mal in Folge bei den Mannschaftseuropameisterschaften. 1999 war Jossinet Dritte bei der Universiade in Palma de Mallorca, 2000 folgte Bronze bei den Studentenweltmeisterschaften. 
Bei den Europameisterschaften 2001 gewann Jossinet den Titel durch einen Finalsieg über die Rumänin Laura Moise-Moricz. Drei Monate später erkämpfte sie Bronze bei der Universiade in Peking. 2002 verteidigte sie ihren Europameistertitel durch einen Finalsieg über die Weißrussin Tatyana Moskvina. Drei Tage nach ihrem Einzeltitel gewann sie mit der französischen Equipe den Mannschaftstitel. 2003 erreichte sie das Finale der Weltmeisterschaften in Osaka und gewann Silber hinter der Japanerin Ryōko Tani. 2004 unterlag sie im Halbfinale der Europameisterschaften gegen Tatyana Moskvina, gewann aber nach einem Sieg in der Hoffnungsrunde über die Italienerin Giuseppina Macrì eine Bronzemedaille. Bei den Olympischen Spielen in Peking besiegte sie im Achtelfinale Tatyana Moskvina mit Ippon nach 15 Sekunden und erreichte mit Siegen über die Chinesin Gao Feng und die Deutsche Julia Matijass das Finale, dort unterlag sie gegen Ryōko Tani.
Bei den Europameisterschaften 2005 gewann sie im Halbfinale gegen Moskvina, im Finale verlor Jossinet gegen die Rumänin Alina Alexandra Dumitru. Auch bei den Weltmeisterschaften 2005 in Kairo erreichte sie das Finale, diesmal unterlag sie gegen die Kubanerin Yanet Bermoy. Bei den Europameisterschaften 2006 verlor die Französin im Halbfinale gegen die Türkin Neşe Şensoy Yıldız, mit einem Sieg über die Spanierin Vanesa Arenas sicherte sie sich eine Bronzemedaille. Im September 2006 gewann Jossinet mit der Equipe den Titel einer Mannschaftsweltmeisterin. 2007 unterlag sie im Halbfinale der Europameisterschaften gegen die Italienerin Valentina Moscatt, im Kampf um Bronze bezwang sie die Ukrainerin Olha Sukha. Bei den Weltmeisterschaften 2007 in Rio de Janeiro verlor sie im Achtelfinale gegen Ryōko Tani, mit vier Siegen in der Hoffnungsrunde gewann sie eine Bronzemedaille. 2008 erreichte sie nach zwei Bronzemedaillen wieder das Finale der Europameisterschaften, hier verlor sie gegen Dumitru. Bei den Olympischen Spielen 2008 in Peking verlor Jossinet ihren Auftaktkampf gegen die Kasachin Kelbet Nurgasina. 
Bei den Europameisterschaften 2009 gewann Jossinet nach 2001 und 2002 ihren dritten Titel durch einen Finalsieg über die Ungarin Éva Csernoviczki. In Rotterdam bei den Weltmeisterschaften 2009 unterlag sie im Viertelfinale der Spanierin Oiana Blanco. Mit Siegen über die Niederländerin Birgit Ente und die Rumänin Dumitru in der Hoffnungsrunde sicherte sich Jossinet ihre vierte Einzelmedaille bei Weltmeisterschaften. 2010 in Tokio unterlag sie gegen Dumitru und gegen die Brasilianerin Sarah Menezes und belegte den fünften Platz. Bei den Europameisterschaften 2011 unterlag sie der Ungarin Csernoviczki, gewann den Kampf um Bronze aber gegen die Russin Ljudmila Bogdanowa. Bei den Weltmeisterschaften 2011 in Paris unterlag Jossinet im Viertelfinale der Japanerin Tomoko Fukumi, im Kampf um Bronze verlor sie gegen Sarah Menezes. Auch bei den Europameisterschaften 2012 belegte Jossinet den fünften Platz, nachdem sie im Kampf um Bronze gegen ihre Landsfrau Laëtitia Payet verloren hatte. Bei den Olympischen Spielen 2012 trat dann auch Payet für Frankreich an.